# Klaus Kinski
Klaus Kinski (Zoppot, Slobodni grad Gdanjsk, 18. listopada 1926. – Lagunitas, Kalifornija, 23. studenoga 1991.), njemački glumac.
Kinski, pravim imenom Nikolaus Günter Karl Nakszyński,  je bio slavni njemački glumac poljskog podrijetla, poznat po svojoj teškoj naravi. Imao je sestru i dva brata.  Njegova je obitelj živjela u siromašnim uvjetima te se 1930. preselila u Berlin. 1944. je prisilno unovačen u vojsku te ga je u Nizozemskoj zarobila britanska vojska.

## Karijera
Karijeru je započeo u kazalištu te je 1953. putovao po Njemačkoj recitirajući djela koja su napisali Arthur Rimbaud, Francois Villon i drugi. Kasnije je uspio na filmu u ekranizacijama Edgara Wallacea te katkada i u međunarodnim filmovima ( "Doktor Živago" ). Snimio je 135 filmova (prema nekim izvorima više od 180). Navodno je odbio ulogu njemačkog činovnika u filmu Stevena Spielberga "Otimači izgubljenog kovčega" jer je scenarij smatrao "smećem". Najslavnije uloge ostvario je u kultnim filmovima redatelja Wernera Herzoga "Aguirre, gnjev Božji", "Woyzeck", "Fitzcarraldo", "Nosferatu" i "Cobra Verde". Njihov je kasniji odnos u podjednakoj mjeri obilježila ljubav koliko i mržnja. Na setu njihovog prvog filma "Aguirre", Kinski je planirao jednostavno napustiti set prije završetka snimanja jer više nije mogao podnijeti raditi u takvim uvjetima, no Herzog mu je šapnuo da će "imati osam metaka u tijelu prije nego što uopće stigne do drugog kraja obale rijeke". Herzog je jednom izjavio da je "Brando samo dječji vrtić u usporedbi s Kinskim". Kinski je u mnogo prilika pokazao svoju temperamentnu narav, primjerice u talkshowu "Je spater der Abend" u kojem se svađao s nekim gostom iz publike. Drugom pak prilikom je tijekom predstave bacio zapaljene svijeće na publiku koja nije dovoljno cijenila komad.
Njegov posljednji film je "Kinski Paganini" iz 1989., biografija o Paganiniju. Isprva je molio Herzoga da režira film, no redatelj je već bio sit njegovih eskapada pa je sam Kinski preuzeo redateljsku palicu.
Imao je troje djece, sina Nikolaija te kćeri Polu i Nastassju. Umro je u SAD-u u 65-toj godini života od srčanog udara. Njegov pepeo je razbacan po Tihom oceanu.
Postumno, pojavio se 1999. u dokumentarcu "Moj najdraži neprijatelj" kojeg je režirao Herzog kako bi se oprostio od svojeg dugogodišnjeg suradnika. Sam Herzog je u filmu izjavio: "Svaku sijedu vlas na glavi dugujem Kinskom", ali je također naglasio da mu svejedno nedostaje. U filmu je naveo da je često objavljivana vijest da je režirao Kinskija u "Aguirreu" s pištoljem zapravo bila lažna, ali da je svejedno njihov odnos bio problematičan, iako umjetnički isplativ.

## Izabrana filmografija
- 1963. - Das indische Tuch
- 1964. - Winnetou 2
- 1965. - Doktor Živago, Za dolar više
- 1968. - Velika tišina
- 1972. - Aguirre, gnjev Božji
- 1975. - Važno je voljeti
- 1979. - Nosferatu, fantom noći
- 1981. - Buddy, Buddy
- 1982. - Fitzcarraldo, Android
- 1985. - Stvorenje
- 1987. - Cobra Verde
- 1989. - Kinski Paganini

## Vanjske poveznice
- ARD video intervju s Klausom Kinskim  Arhivirana inačica izvorne stranice od 30. lipnja 2011. (Wayback Machine)
- Klaus Kinski na Internet Movie Databaseu